# 花園とよみ
桝谷 多紀子（ますたに たきこ、1945年 - ）は、日本の歯科医師、医学博士。元女優、宝塚歌劇団卒業生。宝塚歌劇団時代の芸名は花園とよみ（はなぞのとよみ）である。

## 来歴
大阪府大阪市生まれ。1964年、宝塚音楽学校に入学。入学時の試験成績は16番。1966年、宝塚歌劇団に入団。月組公演『日本の四季／ファンタジア』で初舞台を踏む。同期に松あきら、瀬戸内美八、麻生薫らがいる。入団時の成績は51人中1位。花組の娘役として活躍。1971年、退団後は女優としてNHK大河ドラマなどに出演。
1982年、大阪歯科大学に入学した。1991年、歯科医師国家試験に合格した。1993年、兵庫県宝塚市に「ますたにデンタルクリニック」を開業した。
2006年、神戸大学大学院医学研究科（博士課程）（精神神経科学）に入学。2010年、老年精神医学に関する論文で医学博士号を取得。論文のタイトルは、「宝塚歌劇団OGと一般女性高齢者を対象とした若年期の音楽・芸術教育及び口腔機能がQOLに及ぼす影響 -脳の形態学的変化との関連性も含めて-」。

## 主な出演

### 著書
- すみれ達の証言―大正・昭和を駆け抜けたタカラジェンヌたち（中央公論事業出版、2014年11月発売）

### テレビ
- マッチ売りの少女
- 新・平家物語
- 必殺仕掛人